# 粗枝冬青
粗枝冬青（学名：Ilex robusta）为冬青科冬青属的植物，为中国的特有植物。分布于中国大陆的广西等地，目前已由人工引种栽培。